# Life FC Sihanoukville
Der Life Football Club (Khmer សមាគមក្លឹបបាល់ទាត់ ឡាយហ្វ ខេត្តព្រះសីហនុា) ist ein kambodschanischer Fußballverein aus Sihanoukville. Aktuell, Stand Oktober 2024, spielt der Verein in der höchsten Liga des Landes, der Cambodian Premier League.

## Geschichte
Der Verein wurde 2023 in Zusammenarbeit mit der Life University gegründet. Der Verein war der erste professionelle Verein der Provinz Sihanoukville. Der Verein startete in der Spielzeit 2023/24 in der zweiten Liga, der Cambodian League 2. Am Ende der Spielzeit feierte der Klub die Meisterschaft und den Aufstieg in die erste Liga.

## Erfolge
- Kambodschanischer Zweitligameister: 2023/24  ▲

## Stadion
Der Verein trägt seine Heimspiele im Life FC Stadium in Sihanoukville aus. Das Stadion hat ein Fassungsvermögen von 3000 Personen.

## Spieler
Stand: 9. November 2024
| Nr. |            | Position | Name            |
| --- | ---------- | -------- | --------------- |
| 1   | Kambodscha | TW       | Lon Vathana     |
| 3   | Kambodscha | AB       | Rotanak Mony    |
| 4   | Kambodscha | AB       | Ty Hengly       |
| 5   | Kambodscha | ST       | Yen Makara      |
| 6   | Kambodscha | AB       | Rim Soheng      |
| 7   | Korea Sud  | MF       | Kim Seo-In      |
| 8   | Kambodscha | MF       | Le Songpov      |
| 9   | Kambodscha | ST       | Khem Langkhe    |
| 10  | Ruanda     | ST       | Atuheire Kipson |
| 11  | Nigeria    | ST       | Osa Orobosa     |
| 12  | Kambodscha | MF       | Kour Sopheak    |
| 13  | Japan      | MF       | Kanta Asami     |
| 14  | Kambodscha | AB       | Ly Kimleng      |
| 15  | Kambodscha | AB       | Kong Sothat     |

| Nr. |            | Position | Name              |
| --- | ---------- | -------- | ----------------- |
| 16  | Kambodscha | TW       | Hanh Mean         |
| 17  | Kambodscha | AB       | Vi Chandara       |
| 18  | Kambodscha | MF       | San Sovathe       |
| 19  | Kambodscha | ST       | Kea Piseth        |
| 23  | Kambodscha | AB       | Lin Daradevid     |
| 26  | Kambodscha | AB       | Chan Sarapich     |
| 27  | Kambodscha | MF       | Hak Vuthy         |
| 30  | Kambodscha | MF       | Chan Meta         |
| 31  | Osttimor   | TW       | Georgino Mendonça |
| 47  | Kambodscha | MF       | Teath Kimheng     |
| 66  | Kambodscha | AB       | Vann Vit          |
| 68  | Kambodscha | MF       | Duch Sophea       |
| 77  | Kambodscha | AB       | Hai Leanghong     |

## Trainer
Stand: November 2024
| Name               | von              | bis                |
| ------------------ | ---------------- | ------------------ |
| Vicheka Kong       | 1. Juli 2023     | 4. April 2024      |
| Sovannara Prak     | 5. April 2024    | 30. September 2024 |
| Jörg Steinebrunner | 18. Oktober 2024 |                    |

## Saisonplatzierung
| Saison  | Liga                     | Level | Platz | Hun Sen Cup |
| ------- | ------------------------ | ----- | ----- | ----------- |
| 2023/24 | Cambodian League 2       | 2     | 1. ▲  | –           |
| 2024/25 | Cambodian Premier League | 1     | 10.   |             |